# Alexander Krauß

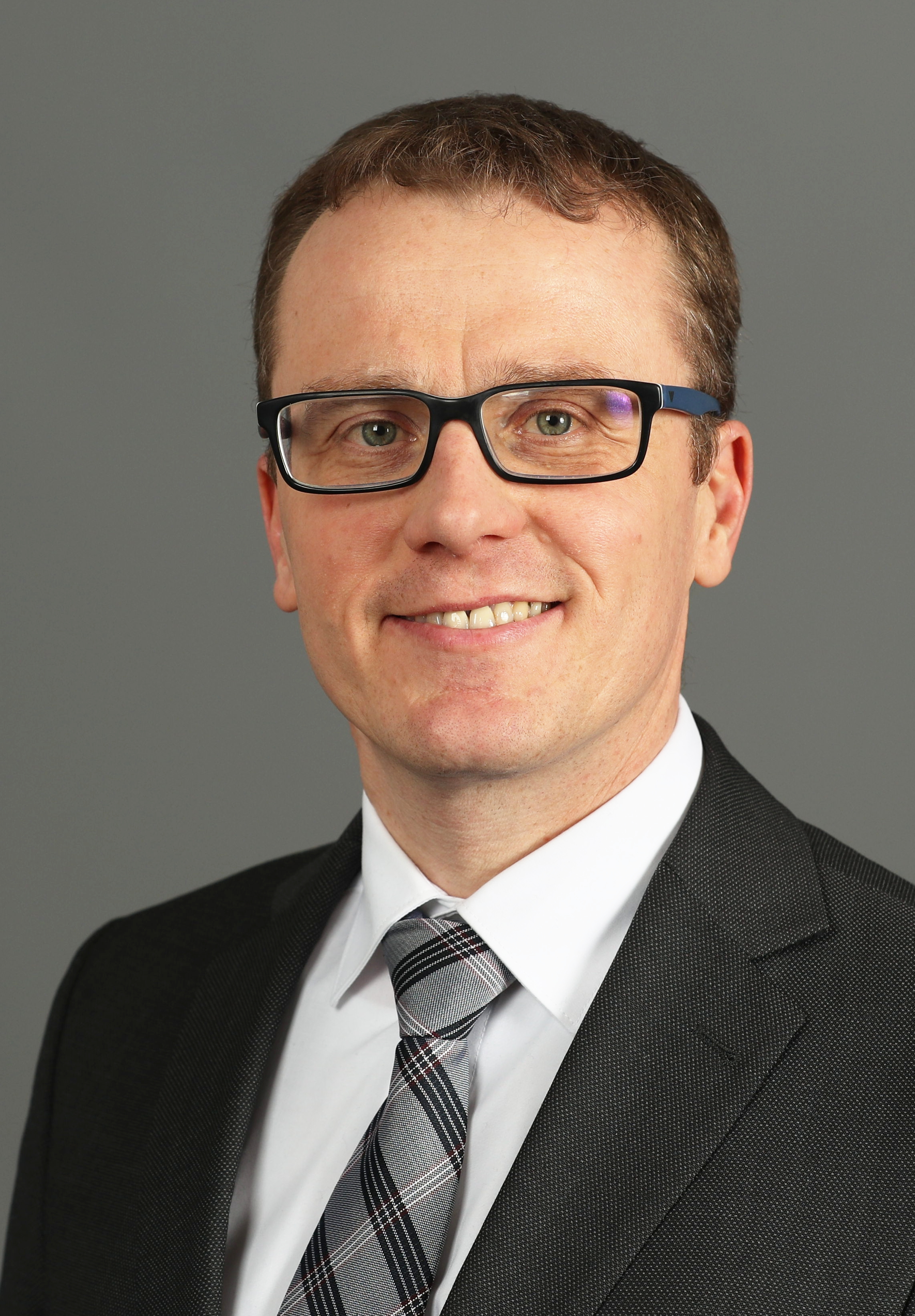
Alexander Krauß (2020)

Alexander Gerd Krauß (* 8. Dezember 1975 in Erlabrunn, Kreis Schwarzenberg) ist ein deutscher Politiker (CDU). Er war von 2017 bis 2021 Mitglied des Deutschen Bundestages. Zuvor war er von 2004 bis 2017 Abgeordneter im Sächsischen Landtag.

## Leben

### Studium und Beruf
Krauß ging ab 1982 auf die POS in Erlabrunn und ab 1990 auf die EOS Bertolt Brecht, das heutige Bertolt-Brecht-Gymnasium in Schwarzenberg, wo er 1994 sein Abitur ablegte. Nach seinem Wehrdienst beim Panzergrenadierbataillon in Marienberg studierte er von 1995 bis 2000 Politikwissenschaft, Kommunikations- und Medienwissenschaft sowie evangelische Theologie an der Universität Leipzig und in Prag und schloss das Studium mit dem akademischen Grad Magister artium (M.A.) ab. Von 2000 bis 2001 arbeitete er als freier Journalist und war ab 2002 Mitarbeiter für Öffentlichkeitsarbeit der Stadtmission Zwickau.

### Politik

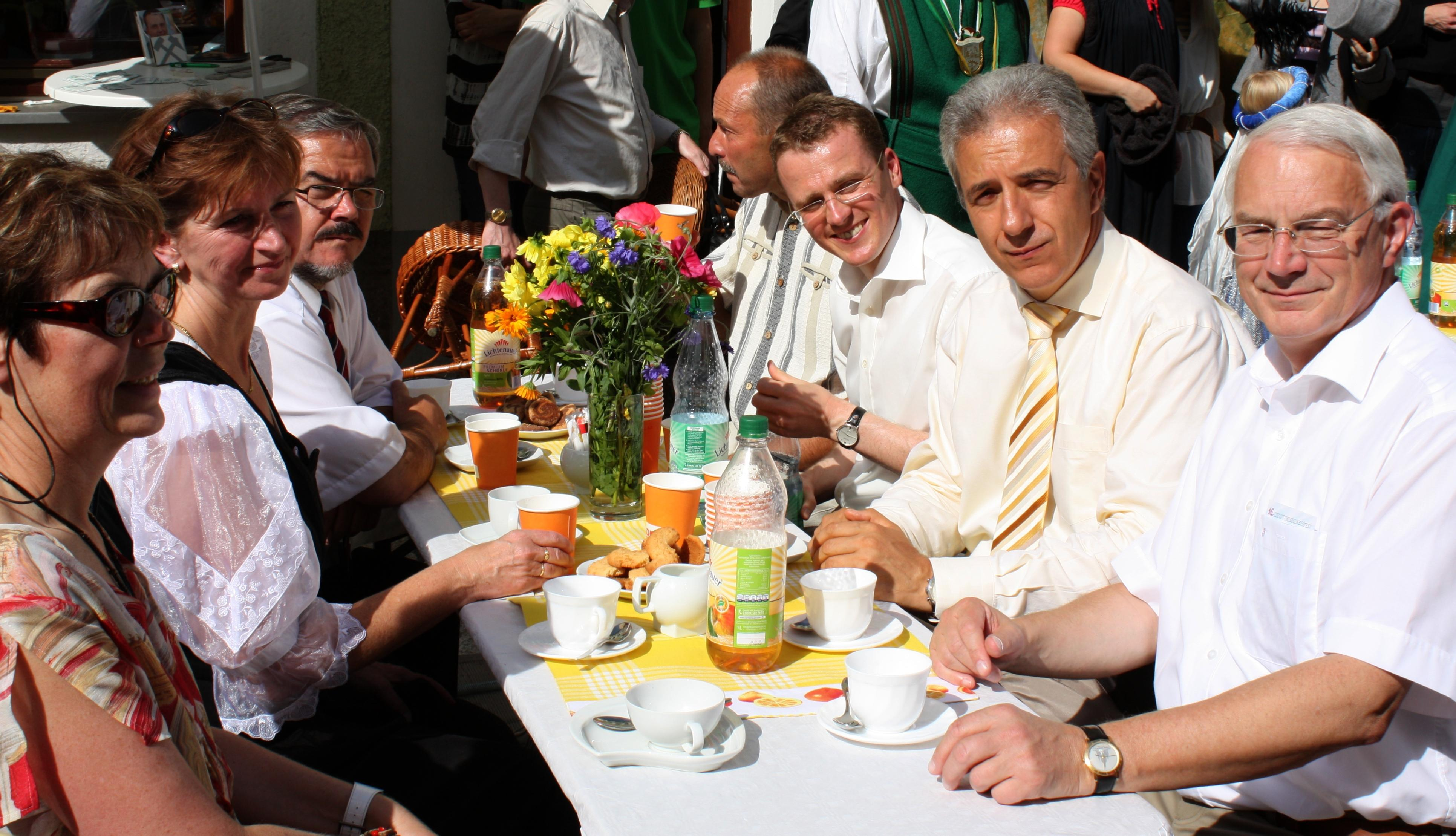
Alexander Krauß (3. v. r.) vor seinem Bürgerbüro mit Stanislaw Tillich, Günter Baumann MdB, Landrat Frank Vogel und der Schwarzenberger Oberbürgermeisterin Heidrun Hiemer (2009)

Von 1990 bis 2006 war Krauß im Erzgebirgskreis Vorsitzender der Jungen Union. Seit 1992 CDU-Mitglied, wirkte Krauß von 1999 bis 2005 als Mitglied im Gemeinderat von Erlabrunn und von 2004 bis 2014 als Mitglied des Kreistages. Von 2005 bis 2011 fungierte er als Mitglied im Bundesvorstand des Evangelischen Arbeitskreises (EAK) der CDU, wurde 2008 Landesvorsitzender der Christlich-Demokratischen Arbeitnehmerschaft (CDA) und dort seit 2011 stellvertretender Bundesvorsitzender. Seit 2020 ist Krauß als Vorsitzender des Landesfachausschusses Gesundheit der CDU Sachsen tätig.
Am 19. September 2004 wurde er als Direktkandidat des Wahlkreises Aue-Schwarzenberg II mit 45,7 % der Erststimmen in den Sächsischen Landtag gewählt, wo er während der 4. Wahlperiode (2004 bis 2009) Mitglied des Ausschusses für Soziales, Gesundheit, Familie, Frauen und Jugend sowie des Ausschusses für Umwelt und Landwirtschaft war. Er war außerdem Vorstandsmitglied und Jugendpolitischer Sprecher der CDU-Landtagsfraktion sowie stellvertretender Arbeitskreis-Vorsitzender für Soziales, Gesundheit, Familie, Frauen und Jugend; später auch Vorsitzender.
Bei der Landtagswahl am 30. August 2009 verteidigte Krauß sein Direktmandat mit 43,8 % der Erststimmen erfolgreich. Krauß war in der 5. Wahlperiode Mitglied im Ausschuss für Wirtschaft, Arbeit und Verkehr sowie im Ausschuss für Soziales und Verbraucherschutz. Er fungierte in dieser Wahlperiode als Vorsitzender des Landesjugendhilfe-Ausschusses sowie des Fraktionsarbeitskreises für Soziales und Verbraucherschutz und Beirat der Stiftung Hilfen für Familie, Mutter und Kind.
Die Landtagswahl zur 6. Wahlperiode 2014 bestätigte Krauß mit 43,1 % der Erststimmen im neuen Wahlkreis Erzgebirge 3. Krauß gehörte seitdem den gleichen Ausschüssen wie in der Wahlperiode zuvor an. Er war bis zu seiner Mandatsniederlegung im Dezember 2017 Vorsitzender des Arbeitskreises für Soziales und Verbraucherschutz der CDU-Landtagsfraktion sowie Arbeitsmarktpolitischer Sprecher.
Für die Bundestagswahl 2017 war er im Bundestagswahlkreis Erzgebirgskreis I (Wahlkreis Nr. 164) Direktkandidat der CDU, die dort 15,1 % einbüßte, und wurde mit 34,7 % der Erststimmen direkt gewählt.
Im 19. Deutschen Bundestag war Krauß ordentliches Mitglied im Ausschuss für Gesundheit und Vorstandsmitglied der Arbeitnehmergruppe der CDU/CSU-Bundestagsfraktion. Zudem gehörte er als stellvertretendes Mitglied dem Ausschuss für Arbeit und Soziales sowie dem Ausschuss für Umwelt, Naturschutz und nukleare Sicherheit an. Für seine Fraktion war er Berichterstatter für die ambulante ärztliche Versorgung und dem Disease-Management-Programm.
Krauß zählt zum konservativen Flügel seiner Partei und ist ferner dem christlich-sozialen Flügel der CDU zuzuordnen. So äußerte er im Oktober 2017, die CDU müsse konservativer werden.
Alexander Krauß wurde am 3. September 2020 mit 92,7 % erneut zum Direktkandidaten der CDU bei der Bundestagswahl 2021 im Wahlkreis Erzgebirge I aufgestellt, er unterlag jedoch dem AfD-Kandidaten.

### Autorentätigkeit
Am 29. März 2021 veröffentlichte Alexander Krauß sein erstes Buch Der Sagenschatz des Erzgebirges. In diesem Buch gibt Krauß 23, in kindgerechter Sprache bearbeitete Sagen des Erzgebirges mit Illustrationen von Sylvia Graupner  heraus.

## Politische Ansichten

### Gesundheitspolitik
Alexander Krauß setzt sich für ein strenges Cannabisverbot ein. Er begründet dies unter anderem damit, dass seiner Meinung nach eine liberale Drogenpolitik auch zu mehr Drogen führe.
Während der Debatte um die Neuregelung der Organspende in Deutschland setzte sich Krauß für die sogenannte Doppelte Widerspruchslösung ein, die im Deutschen Bundestag jedoch keine Mehrheit fand, und sprach sich wiederholt gegen die Sterbehilfe aus und formulierte dabei, dass es nicht der „Auftrag des Staates sei, die Menschen direkt oder indirekt ins Jenseits zu befördern“.
Alexander Krauß setzt sich darüber hinaus gegen das Kooperationsverbot von Heilpraktikern und Ärzten ein. Patienten sollen besser selber entscheiden, ob sie nicht von beiden Berufsständen parallel behandelt werden möchten.

### Innenpolitik
Alexander Krauß setzt sich dafür ein, Ausreisepflichtige auch effizienter abzuschieben. Er äußerte sich in diesem Kontex: „Recht muss Recht bleiben und auch konsequent durchgesetzt werden“ oder „Wer kein Asyl erhalten hat, muss schnellstmöglich in sein Heimatland zurück“ Er forderte außerdem, dass Asylbewerber, die keine Ausweispapiere vorweisen könnten oder ihren Namen „vergessen“ hätten, „sofort im Gefängnis untergebracht werden“.
In einer Bundestagsrede am 8. Oktober 2020 kritisierte Krauß die Partei Die Linke und behauptete, sie habe null Respekt vor der Polizei. Ein Beispiel hierfür sei seiner Meinung nach das Antidiskriminierungsgesetz in Berlin. In diesem Zusammenhang stellte Krauß die Behauptung auf, dass eine Abgeordnete der Partei Die Linke in Leipzig ausforsche, wie stark die Polizeireviere besetzt seien, und unterstellte, dass dies geschehe, um die Polizeireviere dann zu überfallen.

### Sozialpolitik
Bei der Debatte um die Grundrente, welche CDU/CSU und SPD im Koalitionsvertrag vereinbart hatten, setzte sich Krauß für eine Lösung ohne Bedürftigkeitsprüfung ein. Eine Bedürftigkeitsprüfung bestrafe jene, die fürs Alter vorgesorgt hätten. Ferner unterstellte Krauß der AfD eine Abneigung gegenüber ausländischen Ärzten und kritisierte dies. Hintergrund war, dass der Gesundheitsausschuss des Deutschen Bundestages  am 12. Februar 2020 eine Anhörung zu einem Antrag der AfD-Fraktion zur Eignung ausländischer Ärzte durchgeführt hatte. Im Februar sprach sich Krauß nach dem angekündigten Rückzug von Annegret Kramp-Karrenbauer für Jens Spahn als neuen CDU-Chef und Kanzlerkandidaten der Union aus.
Krauß äußerte zudem die Ansicht, dass es ein drittes Geschlecht in der alltäglichen Lebenswirklichkeit nicht gebe. Aktuelle Zahlen hätten seiner Meinung nach gezeigt, dass ein drittes oder noch mehr Geschlechter nicht im realen Leben existiert. Das Statistische Bundesamt teilte in einer Antwort auf eine Anfrage von Krauß mit, dass im Jahr 2018 von rund 878.500 Lebendgeborenen 15 Babys ohne die Angaben männlich oder weiblich ins Geburtenregister eingetragen wurden, im Jahr 2017 registrierte das Bundesamt 17 solcher Geburten, im Jahr 2016 waren es zehn. Krauß schlussfolgerte daraus, dass jede 50.000ste Geburt divers als Geschlecht eingetragen werde. In einer Bundestagsrede am 17. Dezember 2020 sprach Krauß von Einzelfällen und ließ die Möglichkeit geschlechtsangleichender Operationen offen.

### Klimapolitik
Krauß galt im Bundestag als ein Blockierer von Klimaschutzpolitik. Im Jahr 2018 bezeichnete Teilnehmer von Klimacamps als „Öko-Extremisten“ und verglich diese mit der rechtsextremen Identitären Bewegung.

## Sonstiges
Krauß ist seit Mai 2006 verheiratet und hat einen Sohn sowie zwei Töchter. Er ist Aufsichtsratsmitglied der Lausitz Energie Bergbau AG und Vorsitzender des Beirates des Aphasikerzentrums Südwestsachsen e. V. Daneben ist er Verwaltungsratsmitglied des Diakonischen Werkes Aue/Schwarzenberg e. V. sowie Mitglied im Kuratorium der Erich-Glowatzky-Stiftung. Krauß ist zudem Mitglied der Europa-Union Deutschland.

## Schriften
- Der Sagenschatz des Erzgebirges. Historische Sagen neu erzählt. ERZDruck, Marienberg 2021, ISBN 978-3-946568-37-7.